# Mensaka
Pour plus de détails, voir Fiche technique et Distribution.
Mensaka est un film espagnol réalisé par Salvador García Ruiz, sorti en 1998.

## Synopsis
Durant l'automne, un groupe de jeunes dans la vingtaine vont devoir assumer leurs responsabilités d'adultes.

## Fiche technique
- Titre : Mensaka
- Réalisation : Salvador García Ruiz
- Scénario : Luis Marías d'après le roman de José Ángel Mañas
- Musique : Pascal Gaigne
- Photographie : Teo Delgado
- Montage : Carmen Frías
- Production : Gerardo Herrero et Javier López Blanco
- Société de production : Massa d'Or Produccions, Televisión Española et Tornasol Films
- Pays :  Espagne
- Genre : Drame
- Durée : 105 minutes
- Dates de sortie : 
  - Espagne : 30 avril 1998

## Distribution
- Gustavo Salmerón (en) : David
- Tristán Ulloa : Javi
- Adrià Collado : Fran
- Laia Marull : Bea
- María Esteve : Natalia
- Lola Dueñas : Cristina
- Sandra Rodríguez : Laura
- Guillermo Toledo : Ricardo
- Darío Paso : Santi
- Rodrigo García : Polaco
- Ginés García Millán : Ramón
- Vicente Díez : Muelas
- Luisa Gavasa : Bea, la mère
- Mónica Ballesteros : Eva

## Distinctions
Le film a été nommé pour trois prix Goya et a reçu le prix Goya du meilleur scénario adapté.